# The Vanishing of Ethan Carter
The Vanishing of Ethan Carter (deutsch Das Verschwinden des Ethan Carter) ist ein Adventure-Computerspiel des polnischen Entwicklungsstudios The Astronauts, das am 26. September 2014 für Microsoft Windows veröffentlicht wurde. 2015 erschien die technisch verbesserte Neuauflage The Vanishing of Ethan Carter Redux für PlayStation 4 und Windows, Anfang 2018 auch für Xbox One. Von 31. März 2016 bis 31. Mai 2024 war auf Steam eine Virtual-Reality-Version für HTC Vive, Oculus Rift und Valve Index erhältlich.

## Handlung
Paul Prospero, ein Detektiv mit übernatürlichen Fähigkeiten, erhält einen Brief des kleinen Jungen Ethan Carter, der wegen etwas Übernatürlichem beunruhigt ist. Der Brief führt den Detektiv in das fiktionale Red Creek Valley im US-amerikanischen Wisconsin, wo Ethans Familie lebt. Paul findet schnell heraus, dass Ethan ebenso wie alle anderen Bewohner des Ortes verschwunden ist, und untersucht deswegen das Red Creek Valley. Er findet heraus, dass Ethan ein Wesen namens „The Sleeper“ („Der Schläfer“) freigesetzt hatte, das in Körper von Menschen fahren, sich diese gefügig machen konnte und sich gegen Ethans Familie wandte. Im weiteren Verlauf der Handlung nimmt die Geschichte eine drastische Wendung, als Prospero herausfindet, dass der Sleeper ebenso wie Prospero selbst nur in der Einbildung des Jungen Ethan existiert.

## Spielprinzip und Technik
The Vanishing of Ethan Carter spielt in einer weitläufigen Spielwelt, in der sich der Spieler frei bewegen und sie nach Belieben erforschen kann. Die paranormalen Kräfte von Paul benutzt man, um zum Beispiel wichtige Objekte zu finden sowie die Mordgeschichten in die richtige Reihenfolge zu bringen. Die fotorealistisch anmutende Grafik des Spiels wurde durch den Einsatz der 3D-Technologie Photogrammetrie erreicht. The Vanishing of Ethan Carter wurde auf Basis der Unreal Engine 3 entwickelt, für die 2015 veröffentlichte Redux-Version wurde es in der Nachfolger-Generation Unreal Engine 4 neu aufgelegt.

## Rezeption
The Vanishing of Ethan Carter erhielt fast ausschließlich positive Bewertungen. Die Rezensionsdatenbank Metacritic aggregiert 66 Rezensionen zu einem Mittelwert von 82. Julian Aidan von Hardcore Gamer gab dem Spiel aufgrund der guten Grafik und der spannenden Story 4 von 5 Punkten. Chip Online bezeichnete das Spiel als „atemberaubend schöner Thriller“ und bei GameStar erhielt es mit 81 Punkten die Note Sehr Gut.